# Röstånga
Röstånga – miejscowość (tätort) w Szwecji, w regionie administracyjnym (län) Skania, w gminie Svalöv.
Według danych Szwedzkiego Urzędu Statystycznego liczba ludności wyniosła: 874 (31 grudnia 2015), 927 (31 grudnia 2018) i 946 (31 grudnia 2019).